# Parafia św. Spirydona Cudotwórcy w Mińsku Mazowieckim
Parafia św. Spirydona Cudotwórcy – parafia prawosławna w Mińsku Mazowieckim, w dekanacie Biała Podlaska diecezji lubelsko-chełmskiej.
Na terenie parafii funkcjonuje tymczasowa kaplica domowa (przy ulicy Warszawskiej 69).

## Historia
Pierwszą świątynią prawosławną na terenie dzisiejszego Mińska Mazowieckiego była wzniesiona w 2. połowie XIX w. drewniana cerkiew wojskowa pod wezwaniem Włodzimierskiej Ikony Matki Bożej, zlokalizowana na terenie koszar. Ze względu na niewielkie rozmiary świątyni oraz jej oddalenie od ówczesnego miasta, w latach 1902–1904 we wsi Goździk (obecnie część Mińska Mazowieckiego) wzniesiono większą, murowaną cerkiew pod wezwaniem Opieki Matki Bożej. Obydwie cerkwie zostały porzucone w czasie bieżeństwa. Budynek murowanej cerkwi w czasie I wojny światowej zajmowały wojska niemieckie. Po odzyskaniu niepodległości przez Polskę, dawną cerkiew przejęło Ministerstwo Spraw Wojskowych. Obiekt jednak nie został zagospodarowany i w 1936 r. nastąpiła jego rozbiórka. Natomiast budynek starszej, drewnianej cerkwi był po I wojnie światowej użytkowany przez żołnierzy stacjonującego w mieście 7 Pułku Ułanów Lubelskich jako świetlica i sala teatralna.
14 lutego 2016 r. w Mińsku Mazowieckim został utworzony prawosławny punkt duszpasterski, podlegający parafii Świętej Trójcy w Siedlcach. Nabożeństwa celebrowano w każdą niedzielę w mariawickim kościele Narodzenia Najświętszej Maryi Panny przy ulicy Romualda Traugutta 17. Samodzielna parafia – pod wezwaniem św. Spirydona Cudotwórcy – została erygowana 22 stycznia 2018 r. dekretem arcybiskupa lubelskiego i chełmskiego Abla. Od tego czasu wspólnota korzysta z własnej kaplicy mieszczącej się w pozyskanym budynku (zaadaptowanym na dom parafialny) przy ulicy Warszawskiej 69.
W czerwcu 2021 r. na działce przy domu parafialnym rozpoczęto budowę wolnostojącej cerkwi; 24 lipca 2021 r. arcybiskup Abel dokonał poświęcenia i wmurowania kamienia węgielnego.

## Proboszcz
- od 2018 – ks. Gabriel Białomyzy[7]